# Victor Grignard
François Auguste Victor Grignard (Cherburgo-Octeville, 6 de mayo de 1871 - Lyon, 13 de diciembre de 1935) fue un químico y profesor universitario francés galardonado con el Premio Nobel de Química del año 1912, compartido con su compatriota Paul Sabatier.

## Biografía
Hijo de un obrero de los astilleros de Cherbourgo, Victor Grignard estudió en la Facultad de Ciencias de la Universidad de Lyon. Alcanzó el grado de Doctor en Ciencias en 1901, siendo profesor de química en la misma universidad hasta 1909. De 1910 a 1919 enseñó en la Universidad de Nancy, volviendo nuevamente a la de Lyon, donde enseñaría de 1919 a 1935.
Durante la I Guerra Mundial fue movilizado y encargado de la vigilancia de las vías férreas, antes de participar en la búsqueda de gases militares (fosgeno y el gas mostaza) y explosivos.

## Investigaciones científicas
Su descubrimiento más importante fue el de los compuestos organomagnesianos, llamados reactivos de Grignard. Este descubrimiento proporcionó a la química orgánica un método nuevo de síntesis que se conoce con el nombre de reacción de Grignard.
En 1912 fue galardonado con la mitad del Premio Nobel de Química por sus estudios en la química de los alcoholes mediante la reacción Grignard. La otra mitad del premio recayó en Paul Sabatier por su método de hidrogenación de compuestos orgánicos en presencia de metales.
El 7 de junio de 1926, fue elegido miembro no residente de la Academia de Ciencias francesa.
Bajo su dirección y con grandes aportaciones suyas, fue editado el Traité de chimie organique (Tratado de química orgánica, 23 vols., 1935-1954).

## Eponimia
- Reacción de Grignard y Reactivos de Grignard
- Asteroide (10305) Grignard
- Cráter lunar Grignard